# Když mne stará matka zpívat učívala (Dvořák)
„Když mne stará matka zpívat učívala“  je píseň pro hlas a klavír, kterou zkomponoval  Antonín Dvořák v roce 1880. Jedná se o čtvrtou ze sedmi písní z cyklu Cigánské melodie  B. 104, op. 55. Písně jsou napsány na texty stejnojmenné básnické sbírky Adolfa Heyduka. Píseň Když mne stará matka zpívat učívala dosáhla širokého věhlasu. Text v překladu zhudebnil rovněž americký skladatel Charles Ives.  
Píseň byla nazpívána mnoha známými pěvci, byli mezi nimi Gabriela Beňačková, Evan Williams, Gervase Elwes, Nellie Melba, Rosa Ponselle, Jeanette MacDonald, Elisabeth Schwarzkopf, Victoria de los Angeles, Joan Sutherland, Paul Robeson, Frederica von Stade, Edita Gruberová, Angela Gheorghiu, Magdalena Kožená a Renée Fleming. Píseň je také uvedena na albu mladé pěvkyně Charlotte Church. 
Fritz Kreisler přepsal píseň pro housle a klavír a často ji  na koncertech hrával. Jeho přepis byl poprvé publikován v roce 1914. Mezi umělce, kteří nahráli instrumentální verzi písně, patří Glenn Miller, Fritz Kreisler, Julian Lloyd Webber, Yo-Yo Ma, Itzhak Perlman, Joshua Bell a Tine Thing Helseth. 
Titul Když mne stará matka zpívat učívala se často  používá v názvech recitálů či koncertních nahrávek, a to i v případech,  kdy samotná skladba není na programu.   

## Text
| Český text | Anglický překlad | Německý text složený Adolfem Heydukem |
| --- | --- | --- |
| Když mne stará matka zpívat, zpívat učívala, podivno, že často, často slzívala. A teď také pláčem snědé líce mučím, když cigánské děti hrát a zpívat, hrát a zpívat učím! | (Poznámka: nejedná se o doslovný překlad, ale o zpěvný překlad) Songs my mother taught me, In the days long vanished; Seldom from her eyelids were the teardrops banished. Now I teach my children, each melodious measure. Oft the tears are flowing, oft they flow from my memory's treasure. | (Poznámka: nejedná se o doslovný překlad, ale o zpěvný překlad) Als die alte Mutter mich noch lehrte singen, Tränen in den Wimpern gar so oft ihr hingen. Jetzt, wo ich die Kleinen selber üb’ im Sange, rieselt’s in den Bart oft, rieselt’s von der braunen Wange. |